# Saint Lawrenceviken

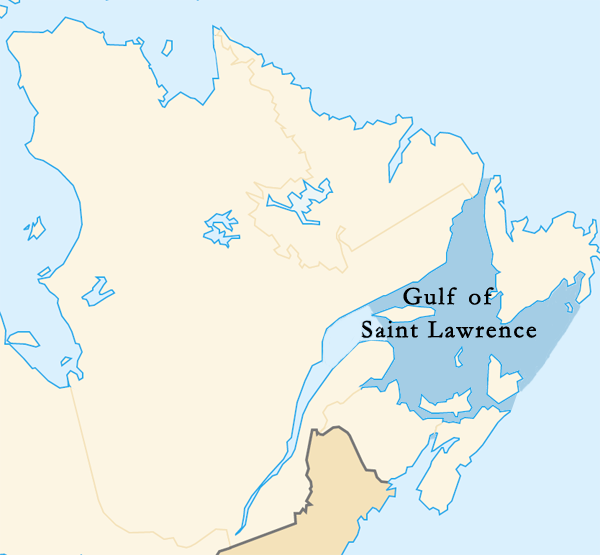
Saint Lawrenceviken syns på kartan uppmärkt i mörkblått (med texten "Gulf of Saint Lawrence").

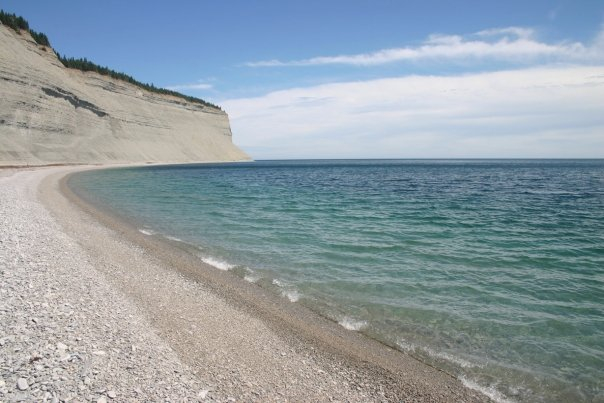
Saint Lawrenceviken, sett från Anticostiön.

Saint Lawrenceviken (engelska: Gulf of Saint Lawrence, franska: Golfe du Saint-Laurent) är ett randhav i västra Atlanten. Det ligger vid Saint Lawrenceflodens mynning mellan Newfoundland och New Brunswick i östra Kanada.
Saint Lawrenceviken gränsar till provinserna Québec, New Brunswick, Prince Edward Island och Newfoundland och Labrador. Det är världens största estuarium, och täcker en yta på cirka 155 000 km². Saint Lawrenceviken utgör utloppet på det stora vattensystem som inkluderar Saint Lawrencefloden och Stora sjöarna. Saint Lawrencefloden når viken via Jacques Cartiersundet, mellan Anticostiöns norra kust och regionen Côte-Nord på Labradorhalvöns sydkust, samt genom Honguedosundet, mellan Anticostiöns sydkust och Gaspéhalvön. I viken ligger, förutom Anticostiön, Îles de la Madeleine och Prince Edward Island. Mellan Saint Lawrenceviken och Atlanten ligger Newfoundland och Kap Bretonön (Nova Scotia).
Saint Lawrenceviken utmynnar i Atlanten via Belle Isle-sundet, mellan Newfoundland och Labrador och Cabotsundet, mellan Newfoundland och Kap Bretonön. Vattenflödet genom Cansosundet, mellan halvön Nova Scotia och Kap Bretonön spärras sedan 1955 av landförbindelsen Canso Causeway. Förutom Saint Lawrencefloden finns ett stort antal mindre tillflöden, bland annat Miramichifloden, Natashquanfloden, Ristigouchefloden, Margareefloden och Humberfloden. Tillförseln av färskvatten underlättar isbildning, vilket medför att sjöfarten vintertid upprätthålls med hjälp av isbrytare. Längs Saint Lawrencevikens kuster ligger Baie des Chaleurs, Miramichibukten, Saint Georgebukten, Bay of Islands och Northumberlandsundet. Det första kända mötet mellan europeiska utforskare och den amerikanska ursprungsbefolkningen skedde den 7 juli 1534.
De många skeppsvraken kring Saint Paulön nordost om Kap Bretonön har givit ön epitetet "vikens kyrkogård" ("Graveyard of the Gulf"). Bonaventureön vid Gaspéhalvöns östra ände, Île Brion ("Brionön") och Rochers-aux-Oiseaux ("Fågelklipporna") nordost om Îles de la Madeleine är viktiga naturreservat för flyttfåglar som övervakas av den kanadensiska naturskyddsmyndigheten, Canadian Wildlife Service. Kanada har också avsatt flera nationalparker kring Saint Lawrenceviken, bland annat Forillon vid Gaspés östra ände, Prince Edward Island på öns norra sida, Kouchibouguac på New Brunswicks nordostkust, Kap Bretons högland på öns norra spets, Gros Morne på Newfoundlands västkust samt de omkring 40 öarna i Archipel-de-Mingan vid Côte-Nords kust.